# Praštevilski razcep
Práštevílski razcép (práštevilska faktorizácija, prafaktorizácija ali razcép na práfáktorje) števila je predstavitev števila, kot zmnožek manjših števil, deliteljev (faktorjev), npr. 60 = 3 · 20. Če pa gremo do konca, pridemo do osnovnih gradnikov števil prafaktorjev, oziroma praštevil: 60 = 2 · 2 · 3 · 5. 
Razcep velikih števil je težak problem, za katerega reševanje ne poznamo nobenega hitrega postopka (algoritma). Na kompleksnosti te naloge temeljijo kriptografski postopki, kot je RSA.
Razcepimo lahko tudi polinome in matrike.

## Primer

### Diagram deljenja
{\displaystyle {\begin{array}{r|l}72&2\\36&2\\18&2\\9&3\\3&3\\1&\end{array}}}